# Mars (album)
Pour les articles homonymes, voir Mars.

Mars est le second album de Gackt. Il s'agit de son premier vrai album (le précédent, Mizérable, ne possédait que 4 chansons). Il est sorti le 26 avril 2000.

## Réception critique
L'album est couvert dans l'ouvrage Visual Rock Perfect Disc Guide 500, paru en 2013 et produit par un collectif de dix auteurs avec l'intention de lister les 500 albums qui ont marqué l'histoire du genre.

## Liste des chansons
1. "Ares" – 1:35
2. "Asrun Dream" – 4:28
3. "Emu ~For My Dear~" – 6:05
4. "U+K" – 4:21
5. "Vanilla (Mars Ver.)" – 4:10
6. "Freesia ~Op.1~" – 2:39
7. "Freesia ~Op.2~" – 1:57
8. "Illness Illusion" – 3:12
9. "Mirror (Mars Ver.)" – 5:25
10. "Dears" – 4:18
11. "Oasis (Mars Ver.)" – 4:38
12. "Kono Daremo Inai Heya De" – 7:13